# Периа
Периа и Фериа (груз. ფერია) — село в Грузии, в Хелвачаурском муниципалитете Аджарской Автономной Республики, центр общины (сёла: Перия, Ахалшенис-Меурнеоба, Мнатоби).
В селе расположено крупнейшее кладбище города Батуми.

## География
Расположено на Кахаберской равнине, у подножия горы Ферия, в 70 метрах над уровнем моря. Отдалено от города Батуми на 3 километра.

## История
Во второй половине XIX века в Аджарию, на тот момент находившейся в составе Османской Империи, поселились абхазы-мухаджиры, сосланные из Абхазии в том числе в село Периа и около десятка близлежащих к нему.

## Население
Согласно переписи 2002 года в селе проживало 2130 чел, грузинами среди них записано 93 %.
Перепись населения, проведённая в 2014 году, зафиксировала в селе 1830 жителей

## Образование
В селе расположена школа, начиная с 2016 года появился абхазский сектор обучения.

## Топографические карты
- Лист карты K-37-96 Батуми. Масштаб: 1 : 100 000. Состояние местности на 1979 год. Издание 1984 г.